# Лиу Юнцин
Лиу Юнцин (на китайски: 刘永清; пинин: Liú Yǒngqīng) е съпругата на Ху Дзинтао, настоящия президент на Китайската народна република. Лиу Юнцин съхранява според китайската традиция девическото си име. Както повелява традицията ролята на Лиу Юнцин би била съсредоточена в КНР, ако китайските ръководители не пътуваха толкова често в чужбина. Лиу често съпровожда своя съпруг на официални пътувания в чужди страни и има лични познанства с благотворителни организациии и културни учреждения по целия свят.

## Биография
Лиу Юнцин е родена през 1940 г., две години преди съпруга си. Бъдещата семейна двойка се запознават състуденти в един от най-престижните китайски висши учебни заведения – Университета Цинхуа в Пекин. По-късно тя работи за Пекинския проектантския комитет.
Както и в случая с Ху Дзинтао животът и дейността на Лиу удивляват западните анализотори, тъй като нито тя, нито съпругът ѝ са се радвали на политическо внимание преди идването на Ху Дзинтао на власт. Самият Ху предпочита да стои настрана от публичността и има навика да избягва общественото влияние през време на своята политическа кариера.

## Роля
Съпругите на високопоставени китайски политически лидери са насърчавани да не казват нищо или съвсем малко пред обществеността, тъй като една дума може да провали кариерата на съпруга им в областта на политическо съревнование във властта. Поради тази причина първата дама на Китай по-добре се справя като галантен хазяин отколкото като независима политическа личност, както например, си позволяват еквивалентите ѝ в САЩ.

## Деца
Ху Дзинтао и Лиу Юнцин са отгледали две деца – син Ху Хайфен и дъщеря Ху Хайцин. И двамата завършват университета Цинхуа. Според американски слухове тяхната дъщеря учи в САЩ и живее там известно време, което никога не е потвърдено. Смята се, че техният син е управител на болница.
|  | Тази страница частично или изцяло представлява превод на страницата Liu Yongqing в Уикипедия на английски. Оригиналният текст, както и този превод, са защитени от Лиценза „Криейтив Комънс – Признание – Споделяне на споделеното“, а за съдържание, създадено преди юни 2009 година – от Лиценза за свободна документация на ГНУ. Прегледайте историята на редакциите на оригиналната страница, както и на преводната страница, за да видите списъка на съавторите. ВАЖНО: Този шаблон се отнася единствено до авторските права върху съдържанието на статията. Добавянето му не отменя изискването да се посочват конкретни източници на твърденията, които да бъдат благонадеждни. |